# Suore francescane dell'Immacolata (San Piero a Ponti)
Le Suore Francescane dell'Immacolata, di San Piero a Ponti (sigla S.F.I.), sono un istituto religioso femminile di diritto pontificio.

## Storia
La congregazione fu fondata nel 1876 a San Mauro a Signa dal sacerdote Olinto Fedi con l'aiuto di suor Francesca Tarducci: poiché alcune ragazze della sua parrocchia avevano manifestato il desiderio di abbracciare la vita religiosa, Fedi le fece iscrivere al Terz'ordine francescano e assunse la direzione delle comunità.
La comunità fu visitata il 3 maggio 1884 dal ministro generale dell'ordine, Bernardino da Portogruaro, e il 28 gennaio 1884 ebbe luogo la vestizione delle prime otto religiose.
La casa-madre fu fissata a San Piero a Ponti nel 1890.
L'istituto, aggregato all'ordine dei frati minori dal 5 ottobre 1922, ricevette il decreto di lode da papa Pio XI l'8 marzo 1938 e l'approvazione definitiva l'8 luglio 1946 da papa Pio XII.

## Attività e diffusione
Le suore i dedicano all'educazione e alla formazione della gioventù, alla cura degli orfani e all'apostolato parrocchiale.
La sede generalizia è a Firenze.
Alla fine del 2015 l'istituto contava 98 religiose in 16 case.